# Gypaetus
Gypaetus (spreek uit: gypaëtus) is een monotypisch geslacht van vogels uit de familie van de havikachtigen (Accipitridae). De wetenschappelijke naam van het geslacht werd in 1784 voorgesteld door Gottlieb Conrad Christian Storr. Storr onderscheidde daarbij de populatie lammergieren in de Alpen als een aparte soort: Gypaetus grandis.

## Soorten
Er wordt tegenwoordig één soort in dit geslacht geplaatst:
- Gypaetus barbatus – Lammergier